# 3225 Hoag
A 3225 Hoag (ideiglenes jelöléssel 1982 QQ) egy kisbolygó a Naprendszerben. Carolyn Shoemaker,  Eugene Merle Shoemaker fedezte fel 1982. augusztus 20-án.